# تشاه باليز (يونسي)
تشاه بالیز (بالفارسية: چاه پالیز) هي قرية تقع في إيران في قسم يونسي الريفي. يقدر عدد سكانها بـ 61 نسمة بحسب إحصاء 2016.